# Legio VI Ferrata

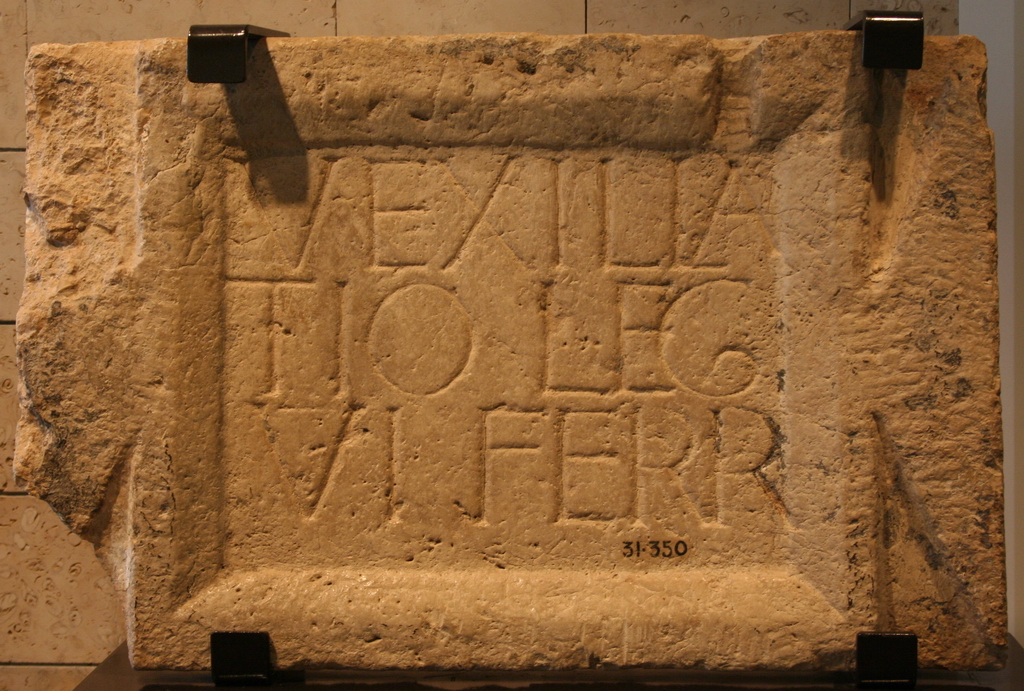
Sello de azulejo legionaria que lleva la inscripción: "VEXILLA TIO LEG VI FERR" ("Destacamento de la Legión VI Ferrata")

La Legio VI Ferrata (Sexta legión «acorazada») fue una legión romana, formada en el año 65 a. C., y que existió hasta, al menos, el año 215 d. C. Sirvió con Julio César en la guerra de las Galias (58-51 a. C.), y en las diversas guerras civiles de la República romana en los años antes y después del asesinato de César (49-30 a. C.). Enviada de guarnición a la provincia de Judea, permanece allí durante los dos siglos siguientes.
La legión era también conocida como Fidelis Constans, lo que significa "Leal e inquebrantable". No queda claro cuándo se le otorgó este título, pero varias fuentes indican que puede haber sido en el siglo I d. C. El símbolo de la Legio VI Ferrata era el toro. También llevaba la simbólica loba con Rómulo y Remo.

## Historia

### Bajo César
La VI, junto con las legiones VII, VIII y IX fueron todas fundadas por Pompeyo en Hispania en el año 65 a. C. Fueron enviadas a la Galia Cisalpina en el 58 a. C. por Julio César, donde estuvieron con él a lo largo de toda la guerra de las Galias.[cita requerida]
Más tarde entró en acción en la batalla de Farsalia en el año 48 a. C., Julio César llevó la VI a Alejandría para decidir la disputa en Egipto con Cleopatra. Alejandría fue sitiada, y la VI sufrió muchas bajas, perdiendo casi dos tercios de sus efectivos. César con el tiempo triunfó con refuerzos cuando llegó Mitrídates de Pérgamo.
César llevó su "veterana legión sexta" con él a Siria y Ponto.
"Cuando César alcanzó el Ponto reunió todas sus fuerzas juntas en un punto. Ellas eran modestas en número y experiencia de guerra, con la excepción de la veterana Legión VI, que había llevado consigo desde Alejandría; pero esta había pasado por tan duros trabajos y peligros y quedaron tan reducidos en tamaño, en parte por las dificultades de las marchas y los viajes, y en parte por la frecuencia de las campañas, que contenía menos de mil hombres..."
La legión sirvió en el Ponto bajo César en los años 48 y 47 a. C. Esto culminó en la batalla de Zela, donde la victoria fue ganada por la legión VI.
"El origen de nuestra victoria estuvo en la amarga e intensa batalla cuerpo a cuerpo unida en el ala derecha, donde la veterana sexta legión estaba estacionada".
"César quedó bastante encantado con tal victoria, aunque había triunfado en muchas batallas. Había traído una gran guerra a un sorprendente y rápido final... Ordenó a la sexta legión que regresara a Italia para recibir su recompensa y honores..."
Durante la guerra africana de César contra Escipión en el año 46 a. C., la legión VI desertó en masa de Escipión para reforzar a César y luchó bajo su mando.

### Bajo Marco Antonio
La legión fue deshecha en el año 45 a. C. después de la batalla de Munda, estableciendo una colonia en Arelate (Arlés), pero fue vuelta a formar por Lépido el año siguiente (44 a. C.) y fue entregada a Marco Antonio al año siguiente. Después de la derrota de los generales republicanos Casio y Bruto en sucesivas batallas en Filipos en el año 42 a. C. y la posterior división del control entre Marco Antonio y el sobrino-nieto y heredero de César, Octaviano, se volvió a formar una colonia con veteranos retirados en Benevento en 41 a. C., y el resto de la Legio VI Ferrata fue destinada por Marco Antonio a Oriente de guarnición en Judea.

### Dos legiones bajo Marco Antonio y Octaviano
Otra legión VI, la Legio VI Victrix, evidentemente intervino en Perusia en el año 41 a. C., que representa un problema debido a que la oficial Legio VI Ferrata estuvo en aquel momento con Marco Antonio en Oriente;
"Octaviano no dudó en duplicar los numerales legionarios que ya usaba Antonio. Este último tenía sirviendo con él la Legio V Alaudae, Legio VI Ferrata y la Legio X Equestris. Pronto encontramos al ejército de Octaviano presumiento de una Legio V (la posterior Macedonica), Legio VI (la posterior Victrix) y la  Legio X (pronto sería la Fretensis). De estas, la Legio V y la Legio X, y con mayor incertidumbre la Legio VI, disfrutaron bajo el imperio de un emblema con el toro que normalmente indicaría una fundación por parte de César; pero las verdaderas legiones cesarianas con estos numerales (Alaudae, Ferrata y Equestris) estaban con Antonio."
Parecería, por lo tanto, que Octaviano había usado a los veteranos de la VI legión de César, esta vez de aquellos que quedaron en Benevento, para formar el núcleo de su propia legión VI usada en Perusia.
Posteriormente, la Legio VI Ferrata  luchó en la guerra de Antonio contra los partos en el año 36 a. C.
Durante la guerra entre Antonio y Octaviano, las legiones VI Ferrata y Victrix se encontraron en bandos opuestos en la batalla de Accio en el 31 a. C. La Legio VI Ferrata fue severamente dañada por las fuerzas de Octaviano. Después de la batalla, otra colonia de veteranos parece haberse creado en Bilis en Ilírico, probablemente junto con soldados de otras legiones, y el resto de la VI Ferrata fue trasladado a Siria/Judea donde iba a permanecer, mientras que la Legio VI Victrix fue enviada a Hispania.

### En Judea
Desde el año 54 hasta el 68 d. C. la legión VI Ferrata sirvió con Gneo Domicio Corbulón en Artaxata y Tigranocerta contra los partos. En el 69 la legión VI regresó a Judea y luchó en la primera guerra judeo-romana a las órdenes de Vespasiano y su hijo Tito. Conforme la guerra avanzaba, fue colocada bajo el mando de Cayo Licinio Muciano y luchó contra Vitelio. La legión fue en gran medida responsable de la victoria de Muciano sobre las fuerzas de Vitelio durante la breve guerra civil que siguió a la muerte de Nerón.

Mapa del Imperio romano en el año 125, bajo el emperador Adriano, mostrando a la Legio VI Ferrata estacionada en Raphana (Abila, Jordania), en la provincia de Siria, desde alrededor del año 106 hasta alrededor del año 138

En el año 106 la legión puede localizarse en Bostra en Nabatea bajo Aulo Cornelio Palma Frontoniano. En el 138 la legión se hallaba en Palestina, pero fue brevemente destinada a África durante el reinado de Antonino Pío. En 150 la legión estaba de nuevo en Judea, y la última referencia que se encuentra de la legión VI Ferrata la ubica aún allí en el año 215.

## Legado
La larga estancia de esta legión en Palestina dejó un rastro duradero en la geografía del país y su cultura, mucho tiempo más después del fin de la propia legión y del Imperio romano en general, y hasta la actualidad. Estaba guardando el paso de Megido durante la rebelión de Bar Kojba, el lugar donde tenía su campamento siguió siendo conocido a lo largo de los siglos con el nombre de "Layún" (derivado de "Legión"). En la época otomana un jan erigido en ese lugar fue conocido como "Jan al-Layún", y un pueblo palestino de aquel nombre existió allí hasta la creación de Israel en la guerra de 1948, donde fue destruido y reemplazado con el Kibbutz Megido. Los anteriores habitantes del pueblo de Layún aún realizan una especie de peregrinación anual a sus ruinas y conservan el nombre para posteriores generaciones nacidas después de que el pueblo fuera destruido - aunque pocos recuerdan el origen romano del nombre.
Una canción popular rusa llamada "Águila de la sexta legión" está dedicada a la Legio VI.